# Synagoge (Dettensee)

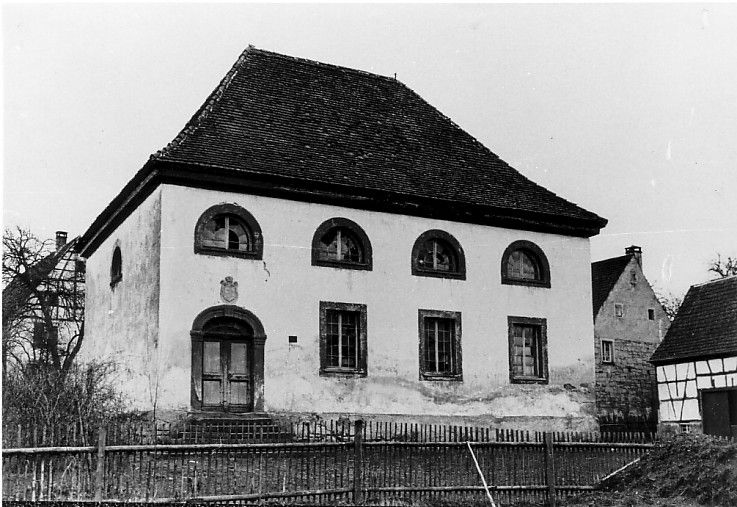
Synagoge in Dettensee

Die Synagoge in Dettensee, einem Stadtteil von Horb am Neckar im Landkreis Freudenstadt im nördlichen Baden-Württemberg, wurde 1819/20 errichtet und im April 1930 abgebrochen. Die Synagoge stand an der Georg-Schorpp-Straße 16/18.

## Geschichte
Mit Hilfe von Spenden auswärtiger Juden konnte der Synagogenneubau finanziert werden. Am 5. Juli 1820 fand die feierliche Einweihung durch den Rabbiner von Hechingen statt.
Bis Ende des 19. Jahrhunderts ging die Zahl der jüdischen Einwohner schnell zurück. Im Jahr 1902 waren nur noch vier Männer in der Gemeinde wohnhaft und spätestens jetzt musste der Gottesdienst eingestellt werden. Die jüdische Gemeinde beschloss, die Synagoge zu schließen und sie später abzubrechen. Es sollte verhindert werden, dass das Synagogengebäude für profane Zwecke genutzt werden könnte. Die Torarollen wurden an andere jüdische Gemeinden gegeben.
In den Jahren nach dem Ersten Weltkrieg verfiel die Synagoge immer mehr und wurde schließlich im April 1930 abgebrochen.